# シャープ火曜劇場
『シャープ火曜劇場』（シャープかようげきじょう）は、1961年8月29日から1963年4月9日までフジテレビ系列局が編成していたフジテレビ製作の単発テレビドラマ枠である。その後も1963年4月15日から同年11月11日まで『シャープ月曜劇場』（シャープげつようげきじょう）と題して編成されていた。いずれも早川電機工業（現・シャープ）の一社提供。全84回＋31回（いずれも過去に一度放送した作品の再放送回を含む）。
本シリーズ終了後の1965年10月から同系列局が編成していた『松本清張シリーズ』（関西テレビ製作）もシャープの一社提供枠であり、こちらもタイトルに『シャープ火曜劇場』を冠していた。同枠についての詳細は松本清張シリーズ (関西テレビ) を参照。

## 編成時間
いずれも日本標準時。

### シャープ火曜劇場
- 火曜 20:00 - 21:00 （1961年8月29日 - 1963年4月9日）

### シャープ月曜劇場
- 月曜 20:00 - 21:00 （1963年4月15日 - 1963年9月）
- 月曜 20:00 - 20:56 （1963年10月7日 - 1963年11月11日）

## 放送作品一覧

### シャープ火曜劇場
1. 野菊の如く
2. 母子草
3. 哀愁日記
4. 誰よりも君を愛す
5. 今ひとたびの
6. 忘れ得ぬ人
7. 愛妻物語
8. 絶唱
9. 乳房よ永遠なれ
10. 朝子の子供たち
11. 立ちんぼ
12. 若い魂
13. 母なき子
14. 検事とその妹
15. 愛ながれる果てに
16. 伊津子とその母
17. 愛の歴史
18. 母の曲
19. 嵐
20. 女性の声
21. 禁じられた唇
22. 妻よバラのように
23. 日の果て
24. あやに愛しき
25. うちの母さん
26. 女中っ子
27. わが愛は山の彼方に
28. 安城家の舞踏会
29. 偽れる盛装
30. みどりの歌
31. おもかげ
32. 天の夕顔
33. 月夜の傘
34. 恋びと
35. 姉妹
36. きずな
37. 乳母車
38. 新しい背広
39. ああバラ色は何処に咲く
40. 明日の幸福
41. 二人の息子
42. 殺陣師段平
43. 地唄
44. 愛情
45. 泉州の女
46. 勝負師
47. かあちゃん
48. 川は今も流れる
49. おじいちゃんの飛行機
50. 野に花ありて
51. 愛よいまこそ
52. 山の夕映え
53. 小さな来訪者
54. 朝餉の歌
55. おせっかいな季節
56. 秋の太鼓
57. カナリヤの我が名を呼べ
58. 青い山河
59. そこに太陽が
60. あの島はもうない
61. キューポラのある街
62. 断層
63. 一坪の家
64. 母のゆりかご
65. おとうと
66. 孤愁
67. 美砂の像
68. ハイヒール
69. 倖せの鐘
70. 雪の記憶
71. 青い悲しみ
72. 巣立ち
73. 南風
74. 波いくたび
75. その日再び
76. おふくろ
77. 異母妹たち
78. 愛と悲しみを越えて
79. まごころ
80. 草の実
81. 河のほとりで
82. 百合子と二人の父

### シャープ月曜劇場
1. 母の初恋
2. れいこちゃんごめんネ
3. 季節のない街
4. 長い長い旅
5. 恋文
6. マブニの石
7. 雨夜の星
8. 海のある窓
9. いのちみじかけれど
10. 渦潮
11. 水
12. おえん
13. 野に咲けとし子
14. 断層
15. まごころ
16. 夕映え
17. うぶ声
18. ぼくどうして涙がでるの
19. 草さんご
20. 山の宿
21. お母さんの骨をもらって歩けた
22. 父娘
23. 春怨
24. みなしご
25. 喪服の女
26. おからの味
27. ろくろの師
28. 一番から三番まで
29. 調停
30. 叫び
31. わかものの伝説